# 이비차 슈랴크
이반 "이비차" 슈랴크(크로아티아어: Ivan "Ivica" Šurjak, 1953년 3월 23일, 스플리트-달마티아 주 스플리트 ~)는 크로아티아의 전직 축구 미드필더이다. 그는 하이두크 스플리트 전성기의 주역이었는데, 1970년대 유고슬라비아 1부 리그를 주름잡았다.

## 클럽 경력
그는 좌측 수비수를 처음에 맡았지만, 모든 선수가 공수전환이 수시로 되면서 모든 보직을 맡을 수 있어야 하는 상황에 최적화할 수 있는 토탈 풋볼 체계에 맡게 보직을 변경했다. 그는 하이두크 스플리트를 떠나고 파리 생-제르맹과 우디네세에서 활동을 이어나갔지만, 뉴욕 코스모스와 레알 마드리드의 제의를 거절했다. 이후, 그는 스페인의 사라고사에서 은퇴했다.

## 국가대표팀 경력
슈랴크는 1973년 10월에 스페인과의 1974년 월드컵 예선전 경기에서 61분에 페타르 크리보쿠차와 교체되어 첫 유고슬라비아 국가대표팀 경기를 치렀다.
이후 9년 동안, 슈랴크는 총 54번의 국가대표팀 경기에 출전해 10골을 기록했다. 그의 마지막 국가대표팀 경기는 온두라스와의 1982년 월드컵 조별 리그 경기였다.

## 은퇴 후
은퇴 후, 그는 1999년부터 2003년까지 프르바 HNL의 하이두크 스플리트 단장을 역임했다.

## 사생활

### 고속정 사건
1999년 7월, 하이두크 스플리트 단장직을 역임하던 슈랴크는 자신의 7미터 짜리 1989년제 F-242 고속 소형정 스피드보트를 몰다가 크로아티아의 아드리아 해안에서 수영하던 한 사람을 살해했다. 희생자는 당시 29세였던 오크루그 거주민인 미로슬라브 디다크로, 1999년 7월 21일 저녁 5시에 치오보섬 해안에서 400미터 떨어진 부시니치 후미에서 슈랴크의 배 프로펠러에 치명적인 두부상을 입었다. 슈랴크는 수영자를 확인하고 우회하려 했지만 실패했다. 고속정 위의 슈랴크 외 그의 배우자를 포함한 4명은 혼수상태에 중상을 입은 디다크를 물 밖으로 꺼내고 해안으로 이동해 스플리트행 구급차로 후송했다. "슬로보드나 달마시야" 보도 내용에 따르면, 슈랴크는 선박의 해상보험에 들지 않았다고 되어 있었다. "베체르니 리스트"는 슈랴크도 선박 조종 면허증이 없었고, 당시 혈중 알코올 농도가 0.4‰에 달했다고 덧붙였다.
디다크는 며칠 후 피룰레 병원 중환자실에서 혼수상태로부터 깨어나지 못하고 명을 달리했다.
슈랴크는 본의 아닌 고살죄로 기소되었다. 몇 년 후인 2008년 3월에 트로기르 지방법원에서 미로슬라브 디다크의 살해 건에 슈랴크의 무죄를 선고했다. 지방법원은 판결 근거로 해안에서 400미터 떨어진 곳까지 수영한 디다크는 해안 100미터 이상 수영할 수 없는 법을 위반했고, 또한 "슈랴크가 눈 앞의 파도가 1.5m 높이 일어나고 햇빝이 비치는 바람에 방향을 돌릴 수 없었다"는 점을 덧붙였다.
이후 항소로 인해, 이 건은 스플리트 주법원으로 이첩되었다. 2009년 7월, 형사소송법에 따른 공소시효가 만료되기 전, 지방법원은 기각은 선고했다: 슈랴크 건의 지방 법원 판결에 따라 무죄로 최종판결했다.

## 수상 및 업적
하이두크 스플리트
- 유고슬라비아 1부 리그
  - 우승: 1974, 1975, 1979
  - 준우승: 1976, 1981
- 유고슬라비아 컵: 1972, 1973, 1974, 1976, 1977

파리 생-제르맹
- 쿠프 드 프랑스: 1981-82

유고슬라비아
- 54경기 출전 10골 득점: 1973-1982

개인
- 유고슬라비아 올해의 축구 선수: 1976